# Alphonse de Fortia de Forville
Pour les autres membres de la famille, voir Fortia.
Alphonse de Fortia, marquis de Forville et de Pilles dit le « marquis de Forville », mort en 1711, est un officier de marine français des XVIIe et XVIIIe siècles. Issu d'une célèbre famille de Provence, il est gouverneur de Marseille (1682). Il sert dans l'armée de terre et parvient au grade de maréchal de camp, avant de passer dans la Marine royale. Chef d'escadre des galères (1695), il est décoré du ruban de Commandeur de Saint-Louis.

## Biographie

### Origines et famille
Alphonse de Fortia descend de la Maison de Fortia, une famille noble originaire de Catalogne, installé à Montpellier et dans le comté d'Avignon à partir du XIVe siècle. Il est le huitième et dernier enfant de Pierre-Paul II de Forti (1600-13 juin 1682), baron de Beaumes, seigneur des Piles, Forville, Coste Chaude, gouverneur de Berre et îles de Marseille, et de sa femme Marguerite de Covet, dame de Marignane. Le couple se marie le 15 juin 1627. Les Fortia, marquis de Piles et de Forville, gouverneurs du château d'If et des îles avoisinantes jouissent à Marseille d'un statut considérable de par leur charge de viguiers et de gouverneurs de la place.
Son grand-père, Paul Ier de Fortia (1559-1621) s'est particulièrement distingué. Il est gentilhomme ordinaire de la chambre du roi (1596), gouverneur de Berre (1596), du Château d'If (1598), chevalier des Ordres du Roi (1608), Conseiller d’État d'épée (1608), seigneur, puis marquis de Forville (près de Carpentras), marquis de Sainte-Jalle (Drôme), baron de Peyruis, duc de Beaumes, comte des Piles puis de Fortia de Piles. 
Il est également apparenté au Chevalier de Piles qui sera fait chef d'escadre en 1747.

### Carrière militaire
Il entre dans l'armée de terre et sert successivement comme officier aux Gardes-Françaises en 1659, puis comme capitaine de cavalerie dans le régiment Royal-Cravates en 1667 avant de passer dans la Marine royale avec le grade de capitaine de vaisseau de Sa Majesté en 1668,. L'année suivante, il passe dans le corps des galères en tant que capitaine de galères. Il succède à son père au poste de gouverneur et viguier de Marseille en 1682. Il est l'un des quatre lieutenants du Roi en Provence au département d'Aix en 1693. L'année suivante il est créé chevalier de l'ordre royal et militaire de Saint-Louis lors de la promotion du 1er février, la première pour la marine depuis la création de cet ordre.
Il est nommé chef d'escadre des galères en 1695. Le 7 mai 1703, six galères commandées par M. de Forville mouillent l'ancre au grand môle de Naples pour accompagner le roi d'Espagne Philippe V à Final. Le Roi s'y embarque le 2 juin. Le 5 juin, accompagné de M. de Forville, il visite en felouque la place d'Orbetello pour rejoindre ensuite son armée. Chemin faisant, le marquis de Forville « présenta au Roi une somptueuse collation qui fut suivie d'un très beau concert d instruments qu'exécuta la chiourme de la galère et de divers jeux et exercices aux fanaux qui surprirent très agréablement le jeune monarque. » Le lundi 11 juin, à une heure du matin, le prince charmé par un feu d artifice qui avait été tiré en mer sur des barques ordonne que soit donné à Naples un joyau de mille ducats à chaque capitaine et un de plus grand prix à M. de Forville.
Il part de Gênes le 16 novembre, le mauvais temps l'ayant forcé de relâcher à Antibes pour prendre le chemin de terre le marquis de Forville continue sa route avec ses galères arrive à Marseille avant Philippe V vint à sa rencontre et a l'honneur de rentrer à cheval dans cette ville aux côtés du Roi. Il meurt sans postérité en 1708, ou en 1711.  

### Sources et bibliographie
- François-Alexandre de La Chenaye-Aubert, Dictionnaire de la noblesse de France, Paris, 1774 (lire en ligne), p. 698 & 701
- Claude-François Achard, Dictionnaire de la Provence et du Comté-Venaissin : Contenant la seconde & derniere Partie de l'Histoire des Hommes illustres de la Provence, vol. 4, Mossy, 1787 (lire en ligne), p. 45-47
- Louis-Gabriel Michaud, Biographie universelle, ancienne et moderne, vol. 34, Paris, 1823 (lire en ligne), p. 449
- Louis Lainé, Archives généalogiques et historiques de la noblesse de France, vol. 2, Chez l'auteur, 1829 (lire en ligne), p. 46
- Michel Vergé-Franceschi, Guerre et commerce en Méditerranée : IXe – XXe siècles, Veyrier, 1991, 450 p. (ISBN 9782851995698)